# Ottessa Moshfegh
Ottessa Moshfegh (ur. 1981 w Bostonie) – amerykańska powieściopisarka. Nominowana do nagrody Hemingway Foundation/PEN Award, finalistka Nagrody Bookera i National Book Critics Circle Award.

## Życiorys
Pochodzi z rodziny muzycznej. Ojciec Ottessy, Farhoud Moshfegh, urodził się w Araku. Jako dziewiętnastolatek wyjechał uczyć się w szkole muzycznej w Monachium, następnie grał w orkiestrze w Tajwanie. Wstąpił do Królewskiego Konserwatorium w Belgii, gdzie poznał swoją przyszłą żonę Dubravkę, skrzypaczkę pochodzenia chorwackiego. Para początkowo planowała zamieszkać w Iranie, jednak ostatecznie przeprowadzili się do USA, w obawie przed rewolucją islamską.
Ottessa Moshfeg urodziła się w 1981 roku w Bostonie, wychowywała się w Newton. Ma dwoje rodzeństwa: Dariusa i Sarvenaz.
Od czwartego roku życia grała na pianinie, później, przez jakiś czas, grała również na klarnecie. Edukację muzyczną pobierała w Konserwatorium Nowej Anglii. Jako nastolatka zmieniła zainteresowania i zamiast muzyką, zajęła się pisaniem.
Ukończyła Barnard College w 2002 roku i wyjechała do Wuhan, gdzie uczyła angielskiego i pracowała w barze. W 2005 roku zamieszkała w Nowym Jorku i rozpoczęła pracę w wydawnictwie Overlook Press. Zaprzyjaźniła się z redaktorką Jean Stein, która zachęcała ją do pisania. W wyniku poważnej choroby kociego pazura i związanych z nią objawów, Moshfegh opuściła Nowy Jork i rozpoczęła studia na Uniwersytecie Browna, gdzie uzyskała stypendium. Zainspirowana przeczytaną w bibliotece notatką w gazecie z 1851 roku, napisała swoją nowelę McGlue, którą wydała w 2014 roku.
W roku 2013 zakwalifikowała się do prestiżowego stypendium Stegner Fellowship na Uniwersytecie Stanforda. W 2015 roku wydała kolejną powieść – Byłam Eileen. W 2016 roku podczas wywiadu poznała swojego przyszłego męża, dziennikarza Luke’a Goebela. W 2018 roku wydała kolejną powieść: Mój rok relaksu i odpoczynku.

## Twórczość
- McGlue (nowela, 2014)
- Eileen[1], wyd. pol.: Byłam Eileen, tłum. Teresa Tyszowiecka-Tarkowska[5]; wyd. pol. zmienione: Eileen, tłum. Teresa Tyszowiecka[6] (powieść, 2015)[1]
- Homesick for Another World, wyd. pol.: Tęsknota za innym światem, tłum. Łukasz Buchalski[5] (zbiór opowiadań, 2016)
- My Year of Rest and Relaxation[4], wyd. pol.: Mój rok relaksu i odpoczynku, tłum. Łukasz Buchalski[5] (powieść, 2018)[4]
- Death in Her Hands (powieść, 2020)[7]
- Lapvona (powieść, 2022)[8], wyd. pol.: Lapvona, tłum. Teresa Tyszowiecka[9]

## Nagrody i wyróżnienia
- Nagroda „Paris Review” Plimpton Prize for Fiction (2013)[10]
- Fence Modern Prize za McGlue (2014)[1]
- Believer Book Award za McGlue[11]
- Hemingway Foundation/PEN Award za Byłam Eileen (2016)
- Nominacja do Nagrody Bookera za Byłam Eileen (2016)[1]